# Ianthasaurus
Ianthasaurus is een geslacht van uitgestorven kleine edaphosauriden uit het Laat-Carboon.

## Naamgeving
De typesoort Ianthasaurus hardestii werd in 1986 benoemd door Robert R. Reisz en David Berman. Hij werd door dezen ontdekt in de Rock Lake-schalie uit het Laat-Pennsylvanien nabij Garnett (Kansas). De geslachtsnaam verwijst naar de rivier de Iantha. De soortaanduiding eert het gezin C.A. Hardesty, de grondeigenaren. Omdat het om meer mensen ging wordt ook wel de vorm Ianthasaurus hardestiorum gebruikt.
Het holotype is KUVP 69035, een skelet. Het was al begin jaren vijftig gevonden door F.E. Peabody.

## Beschrijving
Het is een van de kleinste bekende edaphosauriden, met een schedel van acht centimeter en een totale lichaamslengte van vijfenzeventig centimeter. Ianthasaurus mist veel van de spectaculaire specialisaties die te zien zijn bij Edaphosaurus. Het marginale gebit van Ianthasaurus is bijvoorbeeld vergelijkbaar met dat van insectenetende reptielen, met slanke kegelvormige tanden die aan de uiteinden enigszins teruggebogen zijn, en er is een lichte ontwikkeling van een hoektandgebied. Het palatinale en mandibulaire gebit is niet gespecialiseerd en er zijn geen reeksen tanden voor het pletten van plantaardig materiaal. Ook in tegenstelling tot Edaphosaurus, was Ianthasaurus licht gebouwd en waarschijnlijk behoorlijk behendig. De schedel leek op die van Haptodus, een sphenacodontide, hoewel ze in de verte verwant waren.